# Musa gracilis
Musa gracilis là một loài thực vật có hoa trong họ Musaceae. Loài này được Holttum miêu tả khoa học đầu tiên năm 1950.

## Hình ảnh

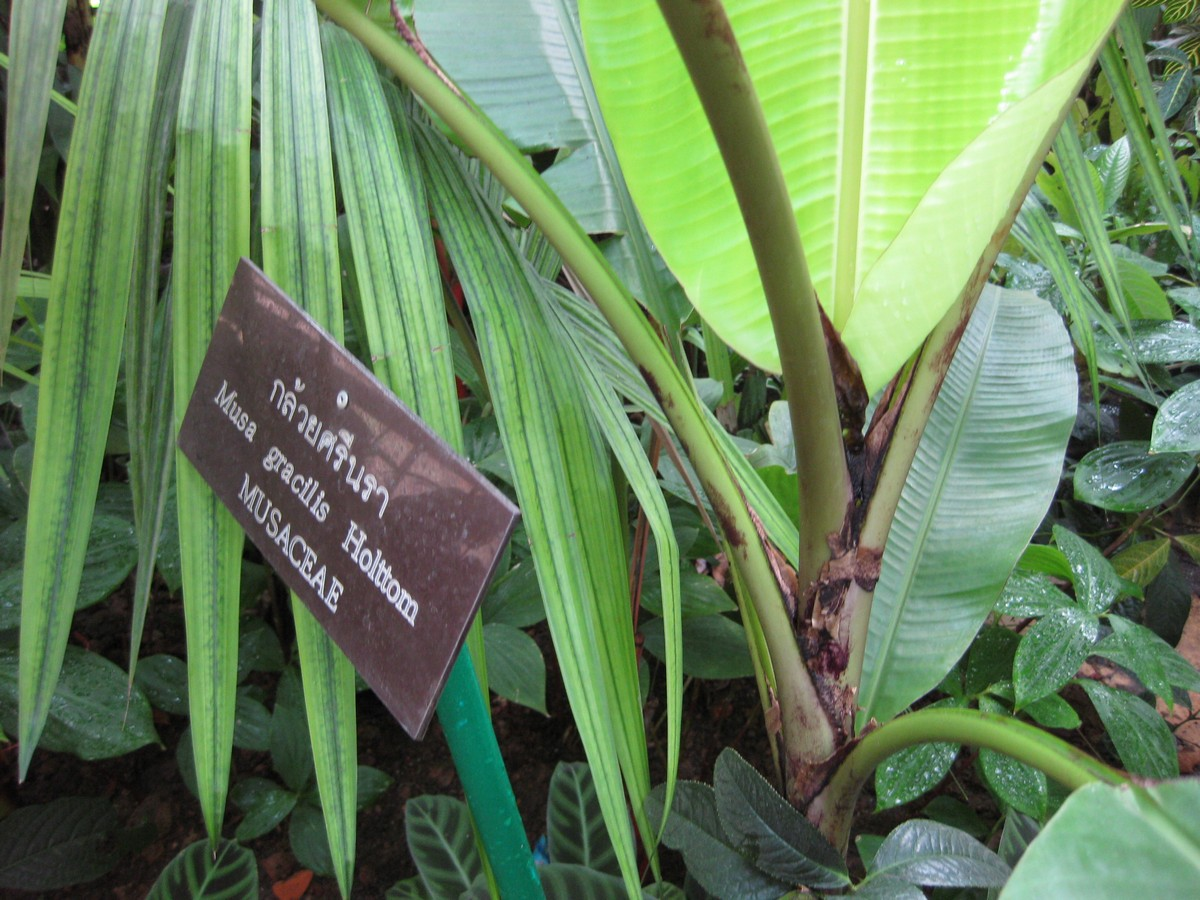